# Połonne
Połonne (ukr. Полонне) – miasto na Ukrainie, w obwodzie chmielnickim, w rejonie szepetowskim, 135 km od Chmielnickiego. Leży na Wyżynie Wołyńskiej. Przez miasto przepływa rzeka Chomora. Stacja kolejowa Połonne na linii Szepetówka – Berdyczów. Położone na historycznym Wołyniu.

## Historia
Przez Połonne wiodła trasa wyprawy kijowskiej Bolesława Chrobrego. Położona w pobliżu Czarnego Szlaku miejscowość, wzmiankowana była w 1169 i 1172 r. w związku z najazdem Połowców. Na mocy układu z 1366 roku król Polski Kazimierz Wielki przekazał księciu Lubartowi m.in. Połonne.

### W Koronie Królestwa Polskiego

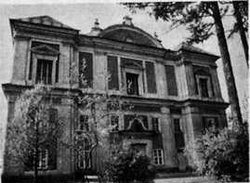
Kościół św. Anny na pocz. XX w.

W 1570 roku na południe od Starego Miasta założone Nowe Miasto i obdarzono prawem magdeburskim. W 1607 r. zbudowano kościół zamkowy pw. Najświętszej Marii Panny (później objęty przez Jezuitów, następnie parafię z nowym wezwaniem św. Anny). Miasto wraz z kościołem zostało spalone przez Tatarów w 1618 r. W 1621 r. miasto wraz z drewnianym zamkiem objęła w posiadanie Zofia Ostrogska, a po jej śmierci w 1623 r. właścicielem stał się jej mąż Stanisław Lubomirski. On to ufortyfikował miasto w latach 1640–1646. W wyniku tych prac miasto zostało otoczone wałami w kształcie pięcioboku według projektu Krzysztofa Mieroszewskiego, co miało na celu zaryglowanie wojskom nieprzyjacielskim dostępu do Wołynia. W obrębie fortyfikacji zbudowanych według szkoły holenderskiej znalazło się Stare i Nowe Miasto Połonne, zamek i osada Wola. W 1642 r. Stanisław Lubomirski przekazał Połonne swojemu najmłodszemu synowi Konstantemu Lubomirskiemu. Między latami 1645–1646 wojewoda krakowski Stanisław Lubomirski ufundował kościół parafialny św. Anny w Połonnem – Nowym Mieście.
W 1648 roku na skutek zdrady miasto opanowali Kozacy pod wodzą Krzywonosa i je ograbili. Kozacy ponownie opanowali miasto w 1651 r. i tym razem całkowicie je spalili dokonując rzezi mieszkańców. Zginął wtedy też słynny kabalista Samson Ostropolski. Gdy w sierpniu 1653 hetman Bohdan Chmielnicki wyprawił syna swego Tymosza na Mołdawię, wtedy oddział Demka Łysowca, wysunięty ku granicom Mołdawii przez wodza kozackiego zapewne w tym celu by ściągnąć w tę stronę uwagę wojsk polskich, zagarnął Połonne.
W XVII wieku w Połonnem były dwa murowane kościoły katolickie: zamkowy i fara miejska.
W drodze z Kamieńca Podolskiego w dniu 23 listopada 1781 r. na zamku zatrzymał się Stanisław August Poniatowski, a w 1786 r. miasto otrzymało przywilej królewski organizowania jarmarków. W Połonnem stacjonowało dowództwo 3 Brygady Artylerii armii koronnej. Fortyfikacje wzmocnili Polacy po raz ostatni w 1792 roku przed spodziewaną wojną z Rosją. W tym samym roku na drodze w kierunku Zasławia stoczono zwycięską dla Polaków bitwę pod Zieleńcami. W tym czasie miasto było, po Dubnie i Zasławiu, trzecim miastem Wołynia.

### Zabór rosyjski i ZSRR

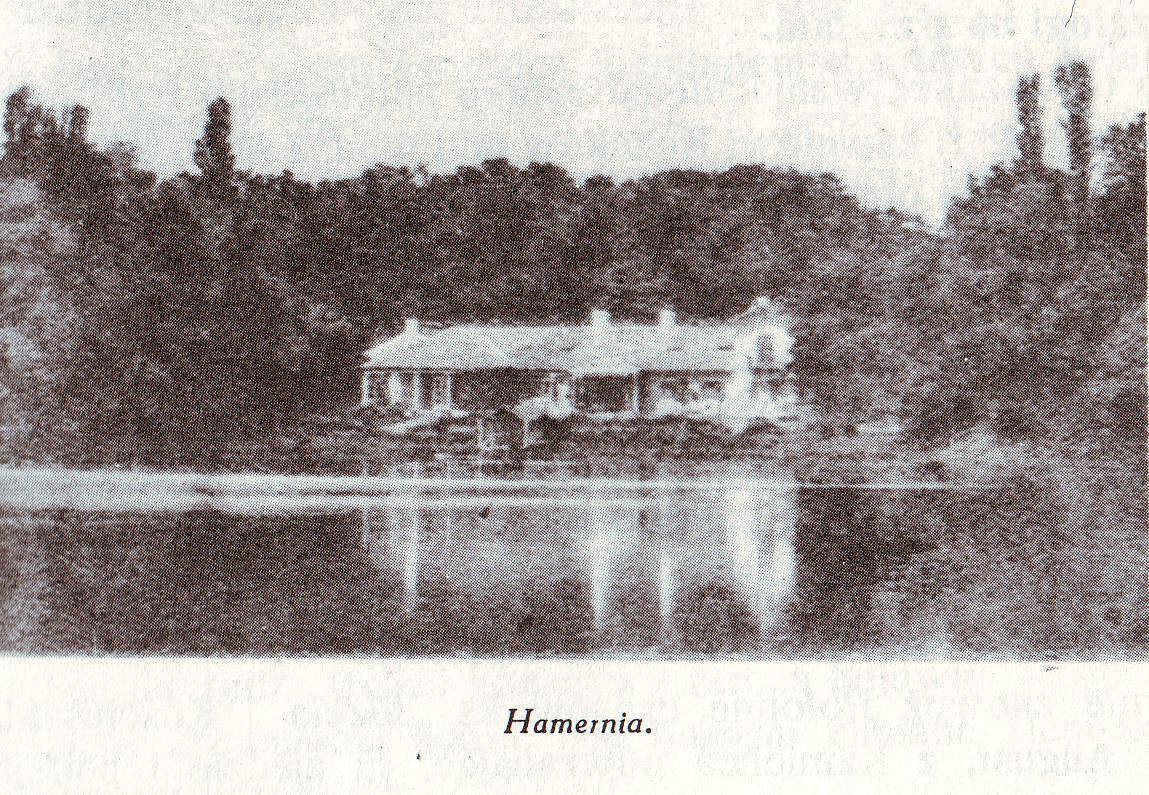
Dwór w Hamerni

W II rozbiorze Polski miasto zostało zagarnięte przez Rosję. W czasie powstania styczniowego miasto zajął generał Edmund Różycki, który następnie stoczył zwycięską bitwę pod Salichą. W drugiej połowie XIX wieku w pobliżu miasta zbudowano linię kolejową. Po odzyskaniu niepodległości w 1918 roku Połonne nie powróciło do Polski.
W czasie wojny polsko-bolszewickiej w 1920 w Połonnem stacjonowały 7 eskadra myśliwska i 9 eskadra wywiadowcza lotnictwa Wojska Polskiego. Po Traktacie Ryskim pozostało w składzie ZSRR. Temu okresowi historii miasta Marek A. Koprowski poświęcił rozdział swojej książki Kresy we krwi.
Prawa miejskie miasto posiada od 1938 roku. Podczas Wielkiego terroru w piwnicy kościoła św. Anny funkcjonariusze NKWD zamurowali żywcem grupę 168 miejscowych katolików, w tym Polaków represjonowanych w ramach operacji polskiej.
Od czerwca 1941 do 1944 pod okupacją hitlerowskich Niemiec. 2 września 1941 roku Niemcy utworzyli w mieście getto dla żydowskich mieszkańców. Przebywało w nim około 2000 osób. 25 czerwca 1942 roku Niemcy zlikwidowali getto, a Żydów zamordowali. Sprawcami zbrodni byli niemieccy policjanci z Szepietówki oraz lokalna ukraińska policja.
Od 1947 do 1955 roku proboszczem parafii katolickiej był Antoni Chomicki. Od 1991 roku w granicach Ukrainy. Do 2020 siedziba administracyjna rejonu połońskiego.
Rodzinne miasto śpiewaczki operowej Walentyny Stepowej.

## Zabytki

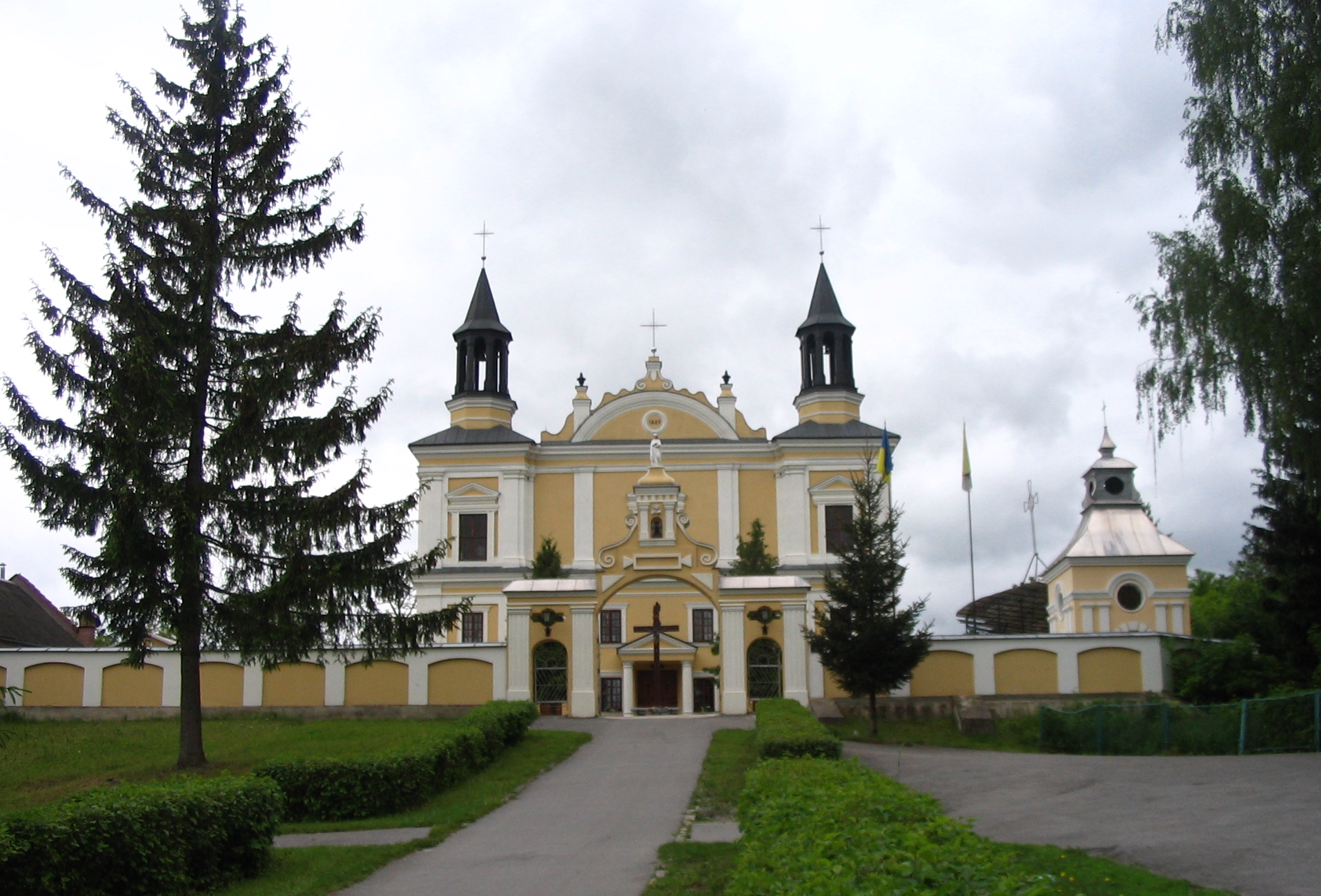
Kościół św. Anny

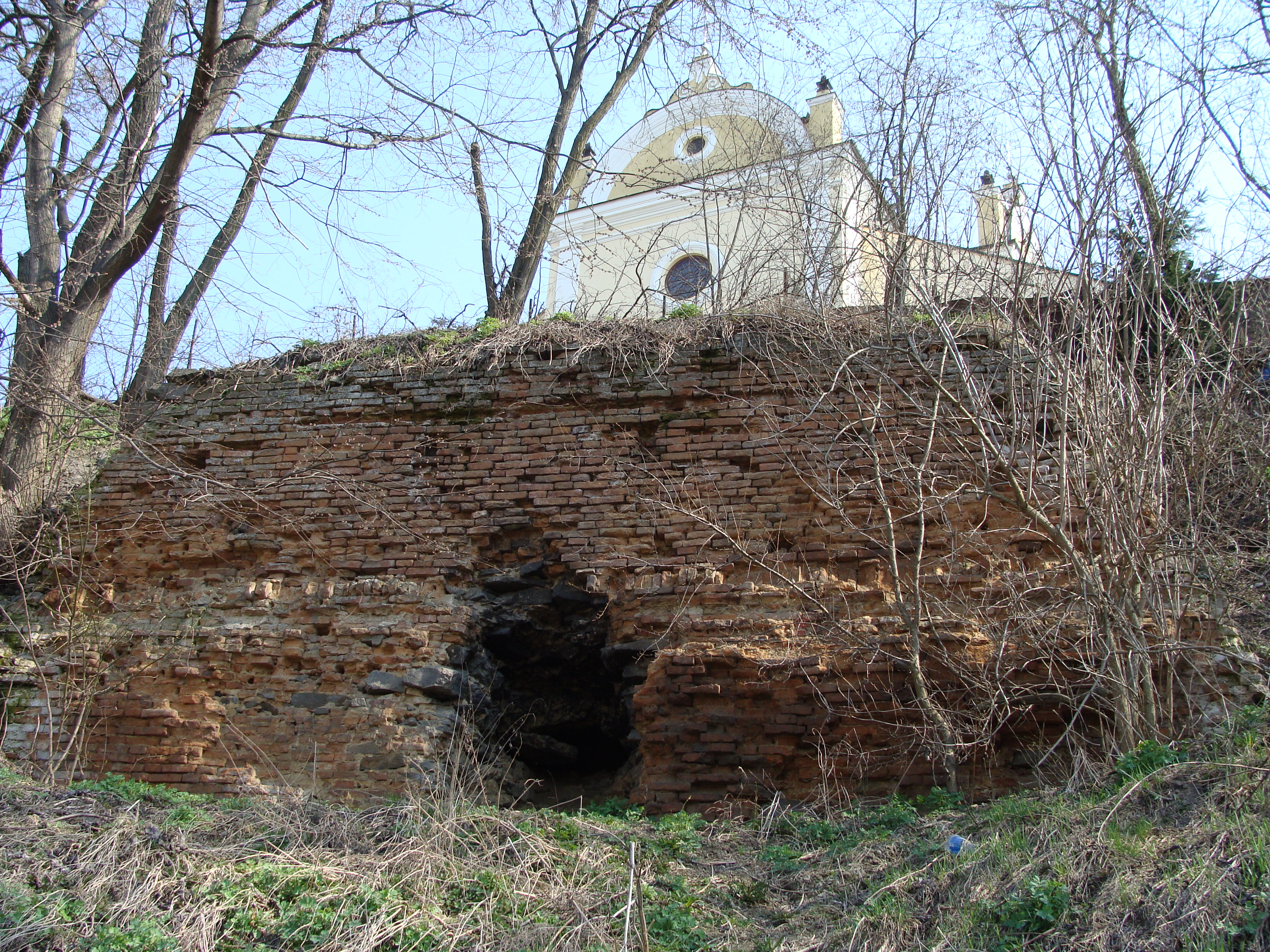
Pozostałości zamku

- Dwór w Hamerni wybudowany przez Tadeusza Walewskiego, posiadał werandy i balkony[10];
- Kościół św. Anny z 1607 r. (pierwotnie zamkowy, następnie Jezuitów, obecnie parafialny). Kościół ten po wybudowaniu w 1607 roku do XVIII wieku nosił wezwanie Wniebowzięcia Najświętszej Marii Panny. W latach 40. XVII wieku kościół został włączony w obręb fortyfikacji miejskich stojąc na platformie wysuniętego bastionu. W 1718 roku Jerzy Dominik Lubomirski ufundował przy kościele rezydencję dla trzech zakonników jezuickich, a wkrótce potem dokonano rozbudowy kościoła na potrzeby Jezuitów dodając m.in. do dwie wieże i monumentalne okna. Po zakończeniu prac budowlanych w 1738 roku kościół konsekrował sufragan kijowski Józef Czarnecki nadając mu wezwanie Wniebowzięcia Najświętszej Marii Panny i św. Antoniego Padewskiego. Po kasacie zakonu jezuitów do kościoła została przeniesiona parafia św. Anny z nieistniejącej obecnie fary w Połonnem-Nowym Mieście[3]. W latach 1936–1941 w kościele mieścił się oddział NKWD, a w kryptach cele i katownie[3]. W okresie okupacji niemieckiej wierni odzyskali kościół, którego dzięki determinacji nie pozwolili sobie odebrać po 1945 roku. W okresie tym kościołem opiekowali się kapucyni, a od 1992 roku kościół znajduje się pod opieką Bernardynów. W stosunku do stanu pierwotnego kościół nie posiada barokowych hełmów na wieżach. W XIX wieku ołtarz główny nosił wezwanie MB Częstochowskiej[11]. W ostatnich latach w kościele trwa szeroko opisywany konflikt parafian z proboszczem w związku z rugowaniem z nabożeństw języka polskiego[12];
- Cerkiew Opieki Matki Bożej z 1720 r., ul. Łesi Ukrainki. Drewniana, po renowacji oszalowana sidingiem[13]. Obecnie w jurysdykcji UKP PM;
- Cmentarz polski, północna część miasta, ul. Chodjakowa;
- Cmentarz żydowski, ul. Akademika Girasimczuka;
- zamek[14];
- młyn wodny z XIX w.

## Ludność
W 2008 miasto miało 22 217 mieszkańców z których 89,9% stanowią Ukraińcy, 6,9% Polacy a 2,4% Rosjanie.

## Gospodarka
W mieście rozwinął się przemysł ceramiki szlachetnej oraz spożywczy.

## Polacy urodzeni w Połonnem
- Kasper Lubomirski – generał lejtnant wojsk rosyjskich
- Antoni Maksymilian Prokopowicz – historyk i kaznodzieja

## Galeria

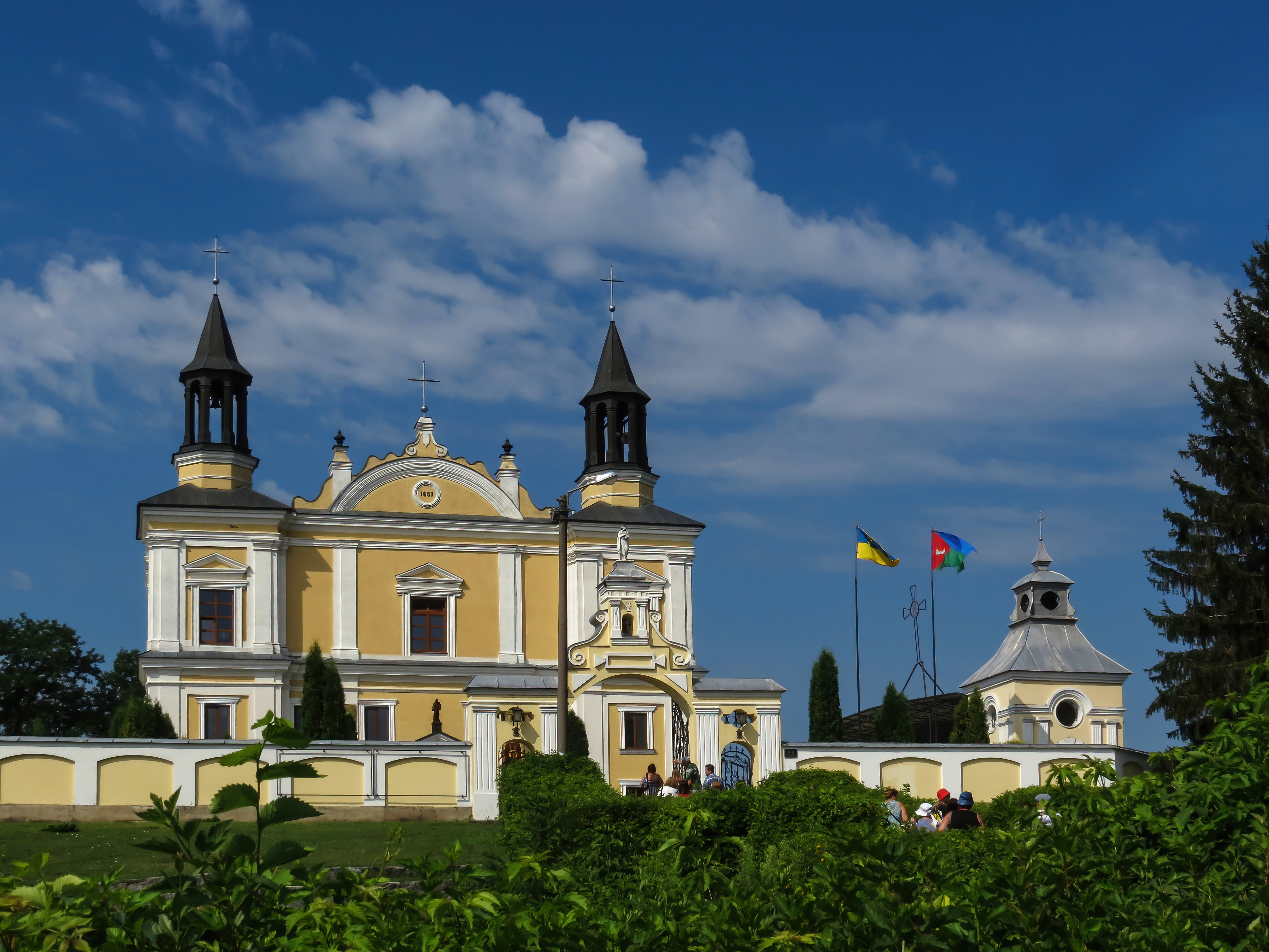
Kościół zamkowy pw. św. Anny
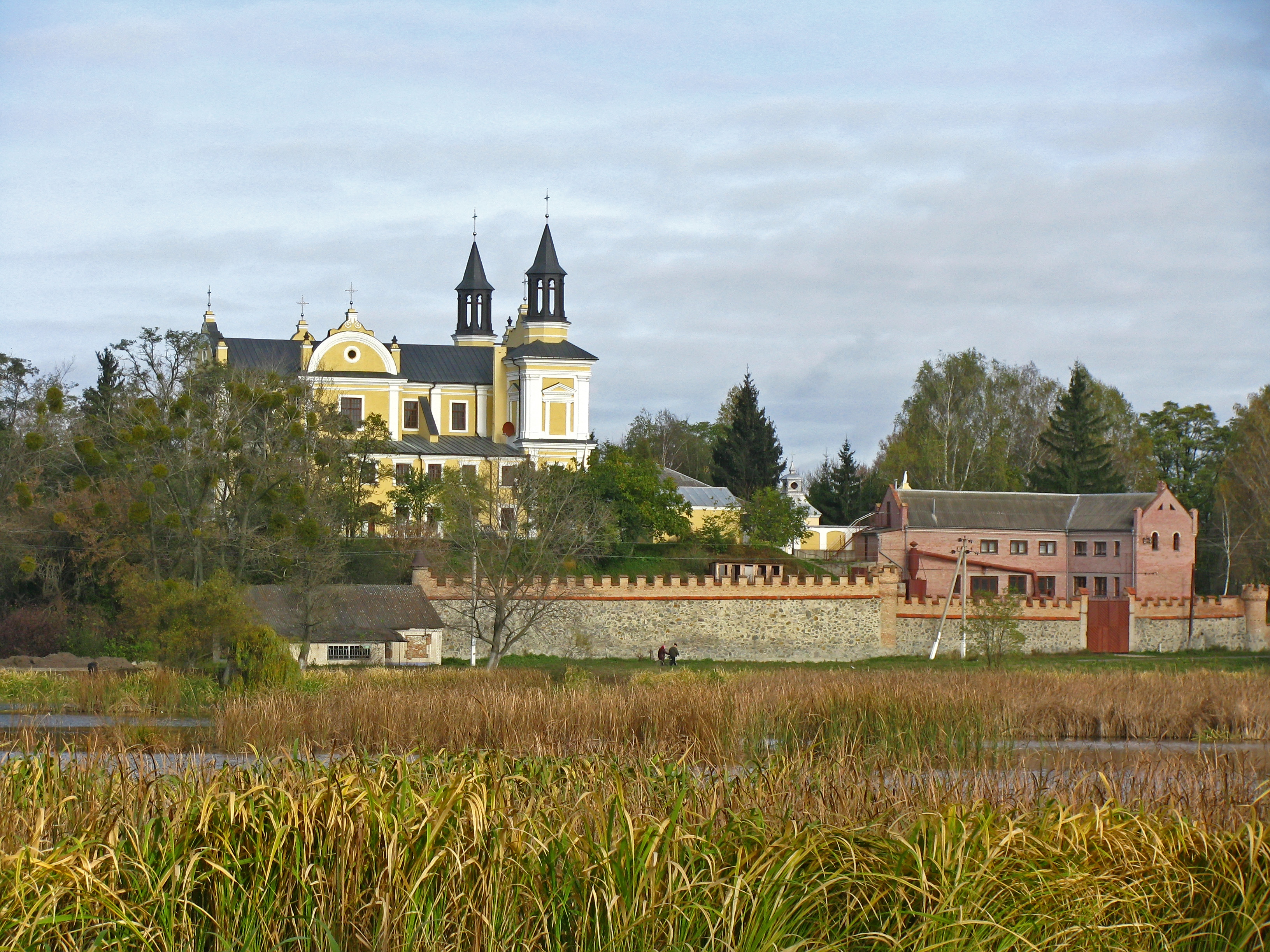
Rzeka Chomora i kościół św. Anny
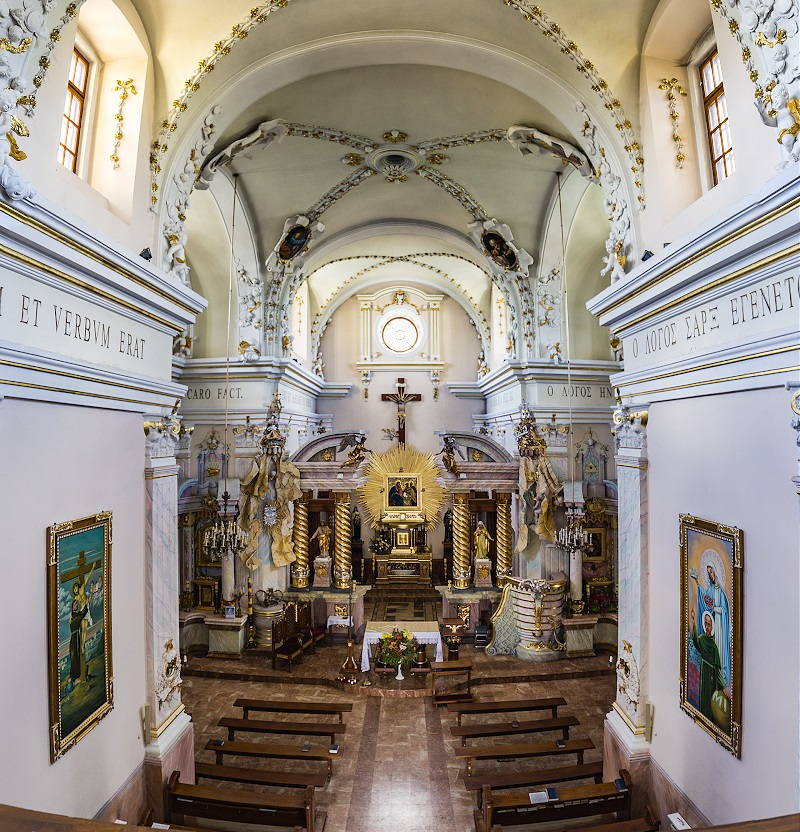
Wnętrze kościoła św. Anny
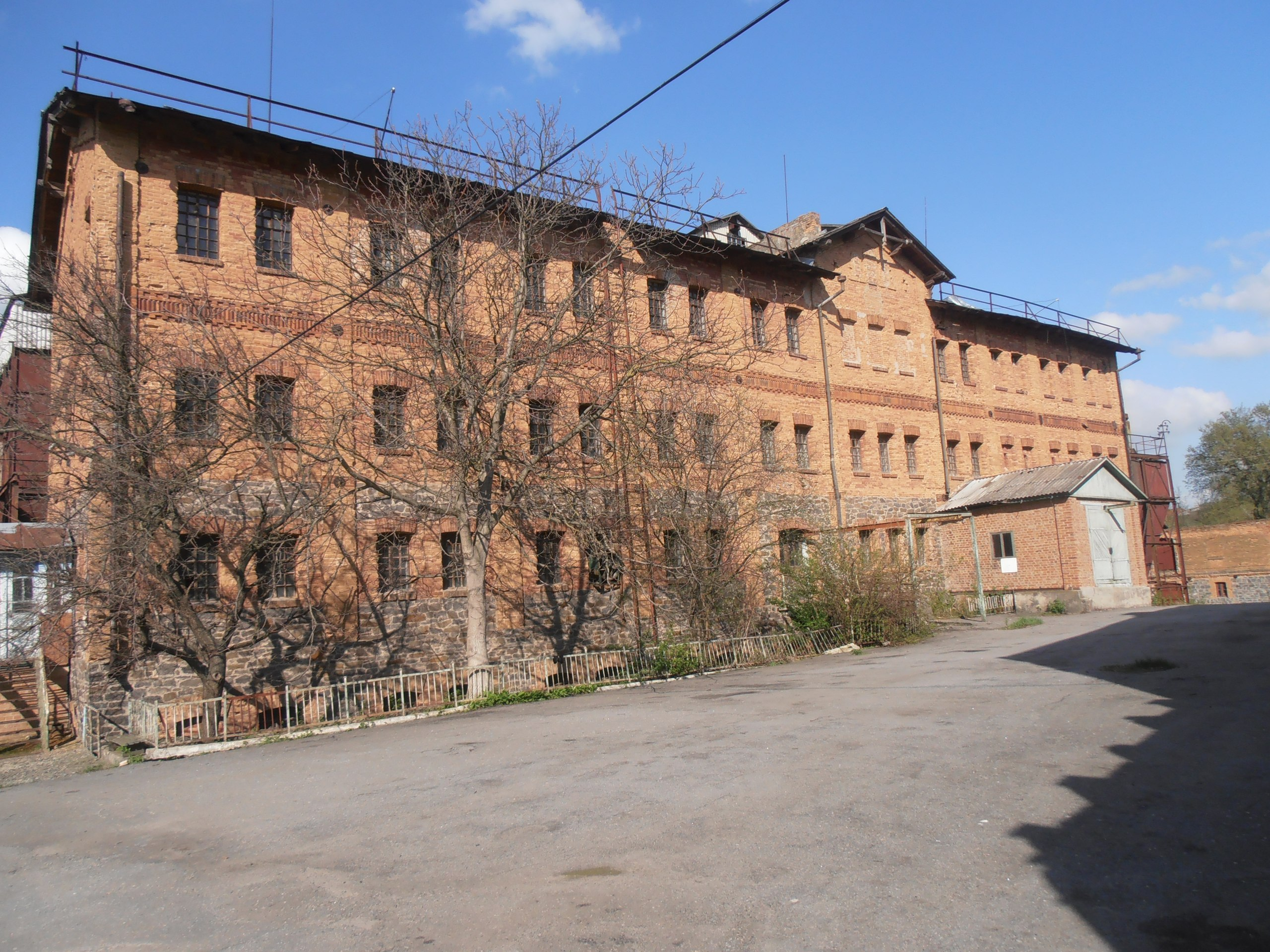
Zabytkowy młyn wodny
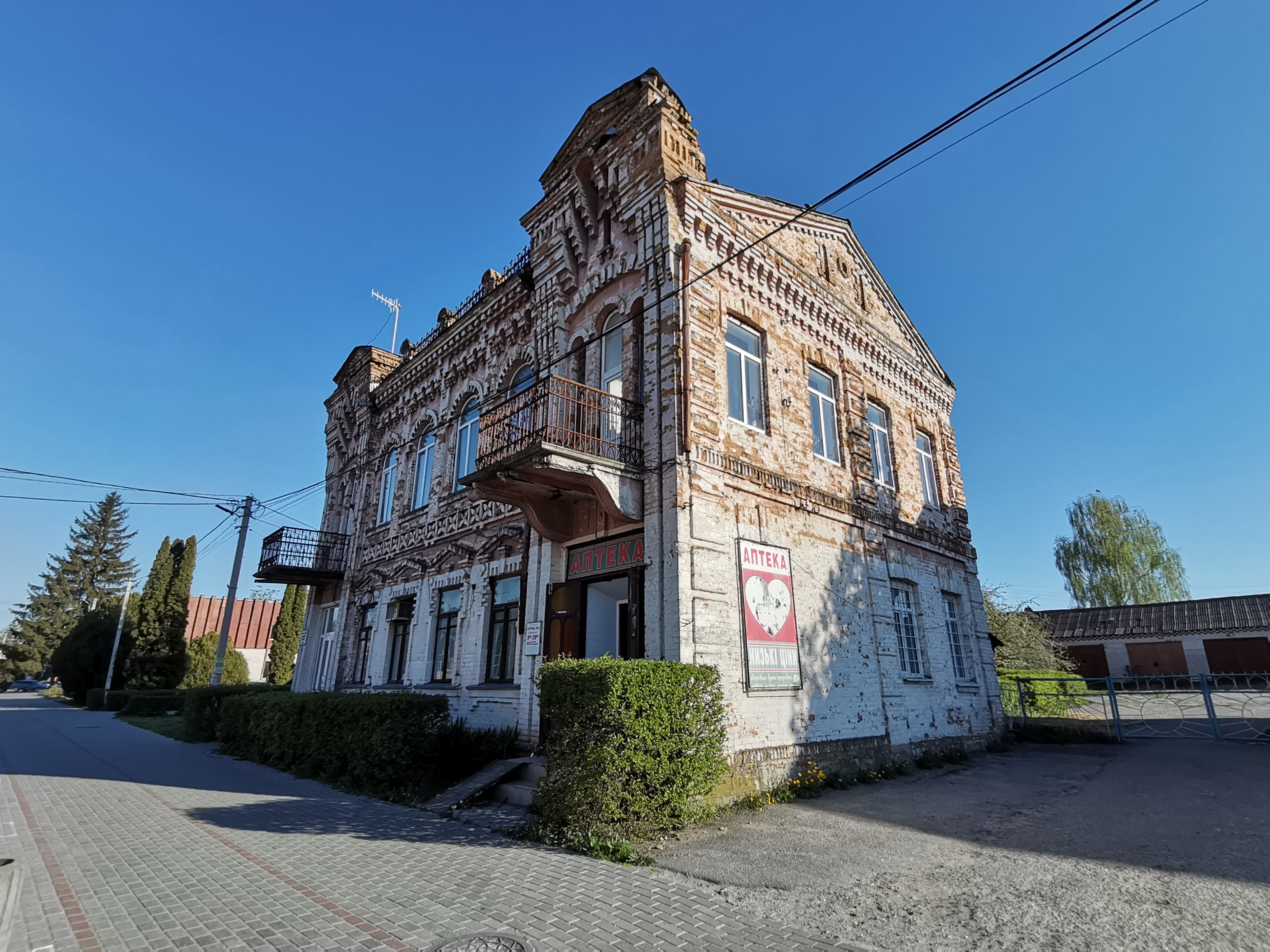
Zabytkowa kamienica
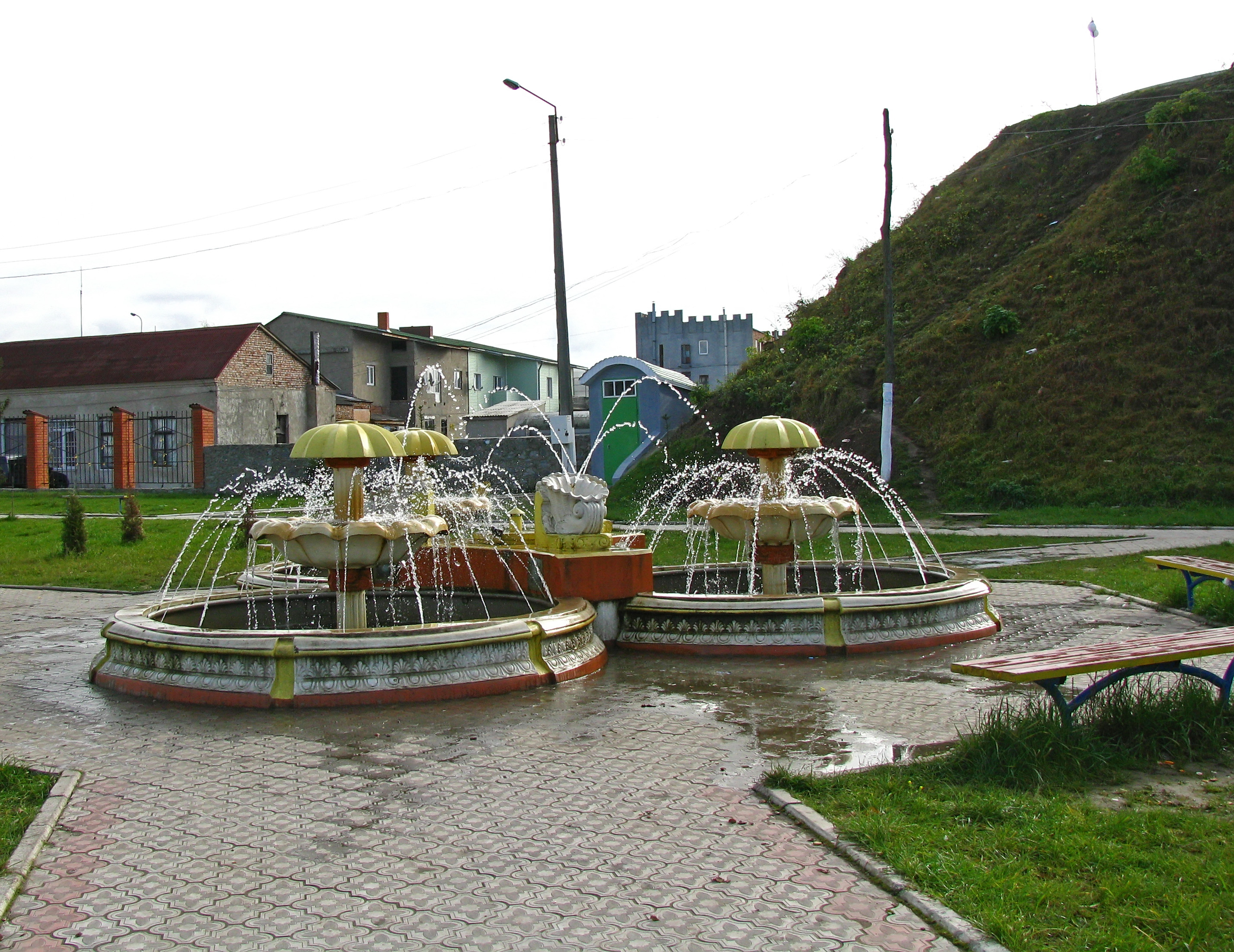
Fontanna i wały zamku
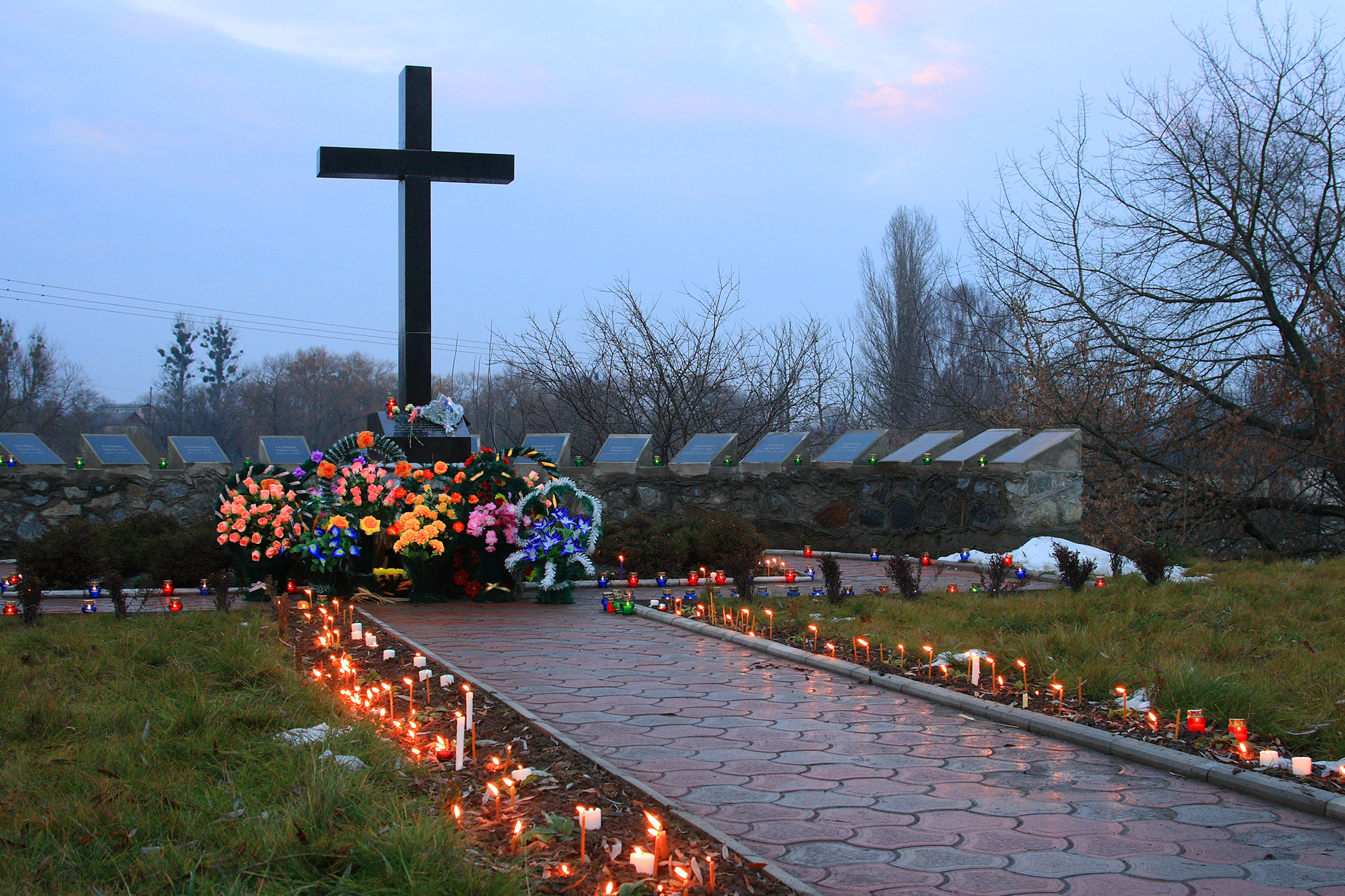
Krzyż ofiar Wielkiego głodu
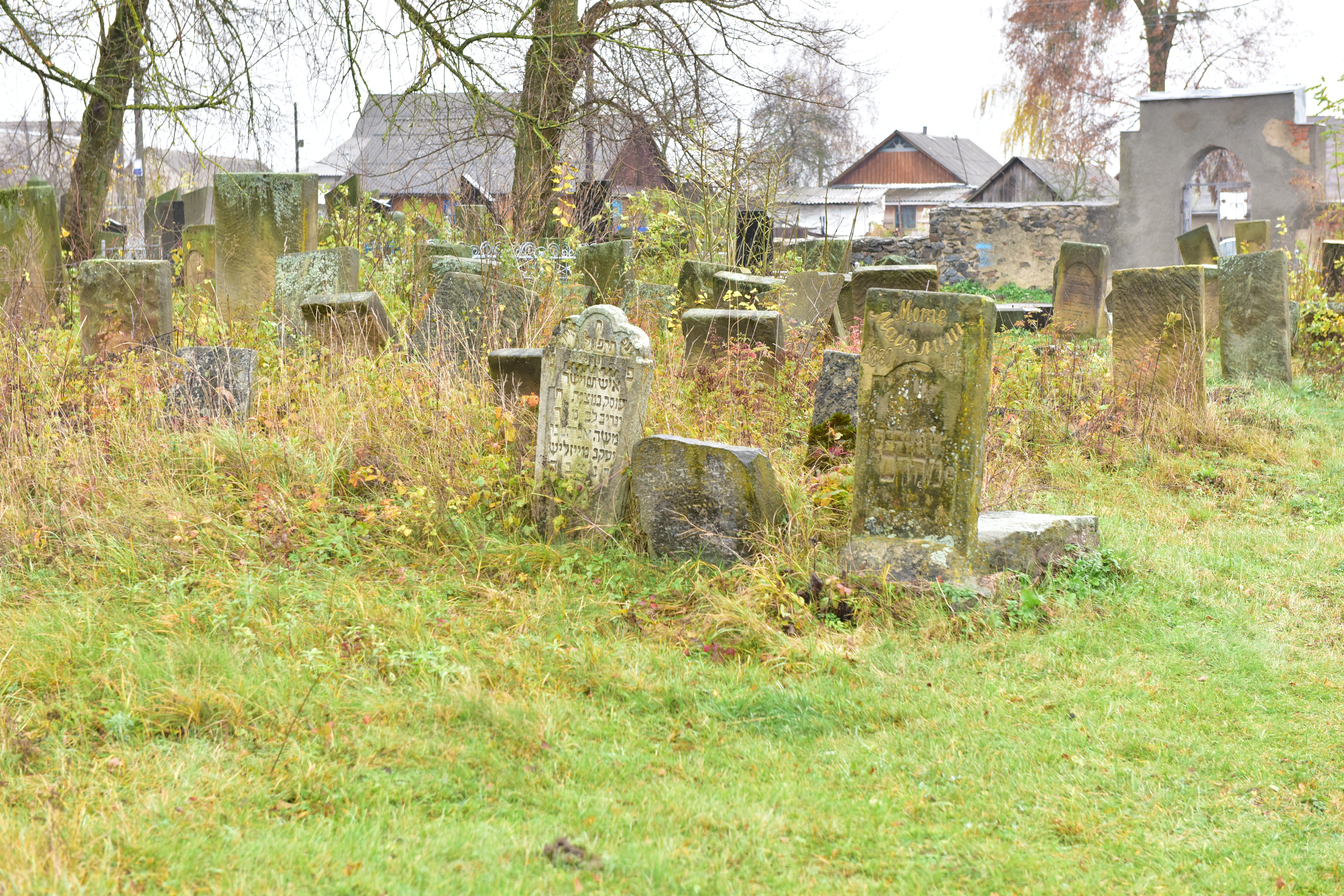
Cmentarz żydowski
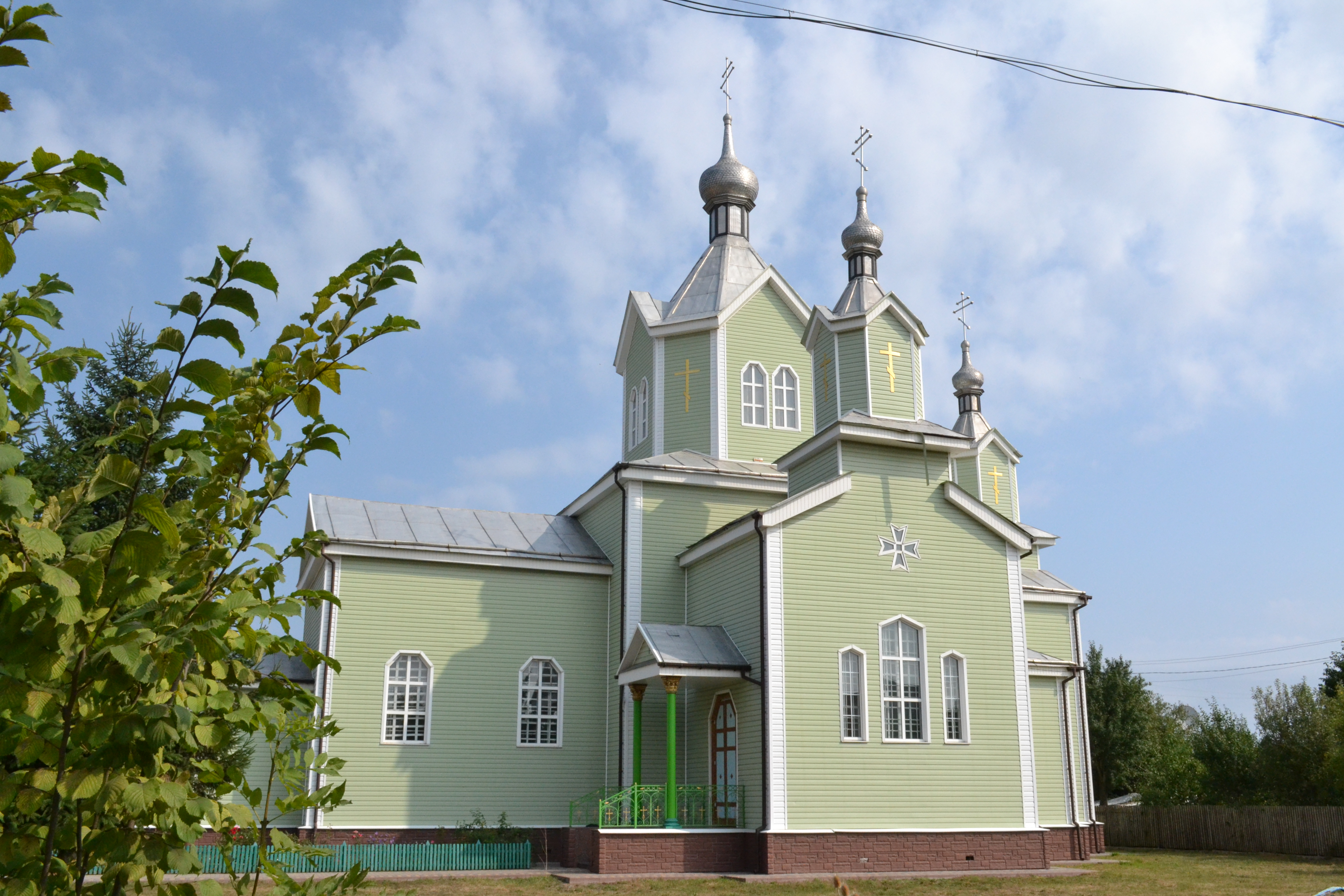
Cerkiew Opieki Matki Bożej/Pokrowy (UKP PM)
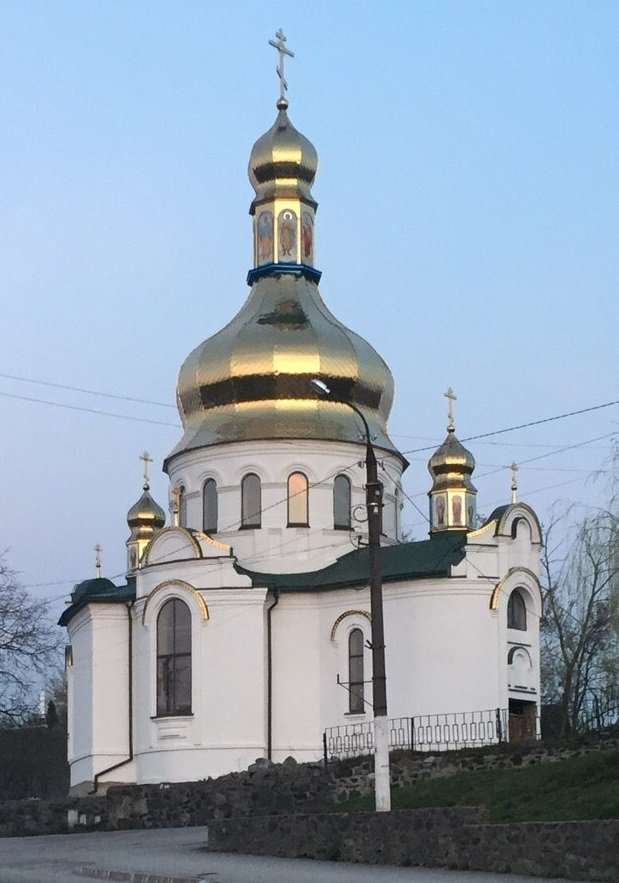
Cerkiew Świętej Trójcy (KPU)